# Sarah Finnegan
Sarah Finnegan (Saint Louis, 14 novembre 1996) è una ginnasta statunitense, vice-campionessa alla trave ai Visa Championships del 2012.

## Biografia
Nata da padre statunitense e madre filippina, ha tre sorelle, Aleah, Hannah e Jennah, tutte e tre ginnaste.

## Carriera juniores
Inizia la sua carriera junior con i Visa Championships del 2010, dove si piazza sesta nel concorso individuale, quarta alla trave e prima al corpo libero.
A settembre 2010 la Finnegan viene selezionata per i Campionati Panamericani insieme a Gabrielle Douglas, McKayla Maroney, Sabrina Vega e Brenna Dowell: vince l'oro con la squadra statunitense e il bronzo alla trave.
Ai Covergirl Classic del 2011 arriva quarta nel concorso individuale e sesta alla trave, vince la medaglia di bronzo alle parallele e l'oro al corpo libero. Ai campionati nazionali vince la medaglia di bronzo nel concorso individuale, alla trave e al corpo libero, alle parallele conquista la sesta posizione.

## Carriera senior
Nel 2012 inizia il suo primo anno da senior con il Trofeo Città di Jesolo, dove vince l'oro con la squadra e il bronzo nel concorso generale individuale e ottiene il terzo punteggio più alto al corpo libero.
Nel mese di maggio gareggia ai Secret U.S. Classic, dove arriva terza alla trave (14.900) e seconda al corpo libero (15.200). Si qualifica così per i Visa Championships di giugno 2012, dove vince la medaglia d'argento alla trave, ottenendo l'accesso agli Olympic Trials, validi per definire la squadra che parteciperà ai Giochi della XXX Olimpiade. Ai Trials la Finnegan arriva sesta nel concorso individuale, e viene scelta come riserva insieme ad Elizabeth Price ed Anna Li.
Verso la fine del 2012 rompe il gomito in allenamento: questo infortunio la tiene lontano dall'attività sportiva per tutto il 2013.
Riprende ad allenarsi nel 2014.